# Martinsicuro
Martinsicuro är en ort och kommun i provinsen Teramo i regionen Abruzzo i Italien. Kommunen hade 16 121 invånare (2018).